# ジョシュア・ヒル
ジョシュア・デイモン・ヒル（Joshua Damon Hill、1991年1月9日 - ）は、イギリス出身の元レーシングドライバー。ニックネームは、ジョシュ（Josh）で一般的にはジョシュ・ヒルと記載される場合がほとんどである。
父は、1996年のF1ワールドチャンピオンに輝いたデイモン・ヒルで、1960年代に2度のF1ワールドチャンピオンを獲得したグラハム・ヒルは祖父に当たる。父と祖父から引き継いだオールのデザインのヘルメットを着用した。

## 経歴
カートレースは経験せず、2008年からレース活動を開始。2011年度からBRDCのRising Starsのメンバーに抜擢された（他のメンバーにはマーティン・ブランドルの子息、アレックス・ブランドルが名を連ねている）。
2013年7月9日をもってモーターレーシングから引退を発表。「今後はドラムに情熱を感じているので、音楽の道へ進みたい」と述べた。
現在、「Quixotic」という名のグランジ・パンクの3ピースバンドのドラマーを経て、イングランド・サリー州ウォキングを拠点とするバンド「Return of Thanks」のドラマーとして活動中。

## 記録
- 2008年
  - ジネッタ・Jr・チャンピオンシップ　シリーズ3位
  - ジネッタ・Jr・ウインターチャンピオンシップ　シリーズチャンピオン
- 2009年
  - ブリティッシュ・フォーミュラ・フォード　シリーズ11位
- 2010年
  - ブリティッシュ・フォーミュラ・フォード　シリーズ5位（5勝）
  - フォーミュラ・ルノーUK・ウィンターカップ　シリーズ9位
- 2011年
  - トヨタ・レーシング・シリーズ 13位
  - フォーミュラ・ルノーUK シリーズ7位
  - フォーミュラ・ルノーUK・ファイナルシリーズ　シリーズ5位（ 2勝 ）
- 2012年
  - フォーミュラ・ルノー・ノーザン・ヨーロピアン・カップ　シリーズ3位（5勝）※シーズン最多勝
- 2013年
  - ヨーロッパF3選手権 参戦　10ラウンド30戦中、5ラウンド15戦に参戦。最高位2位。